# August Wehrt (Verlag)

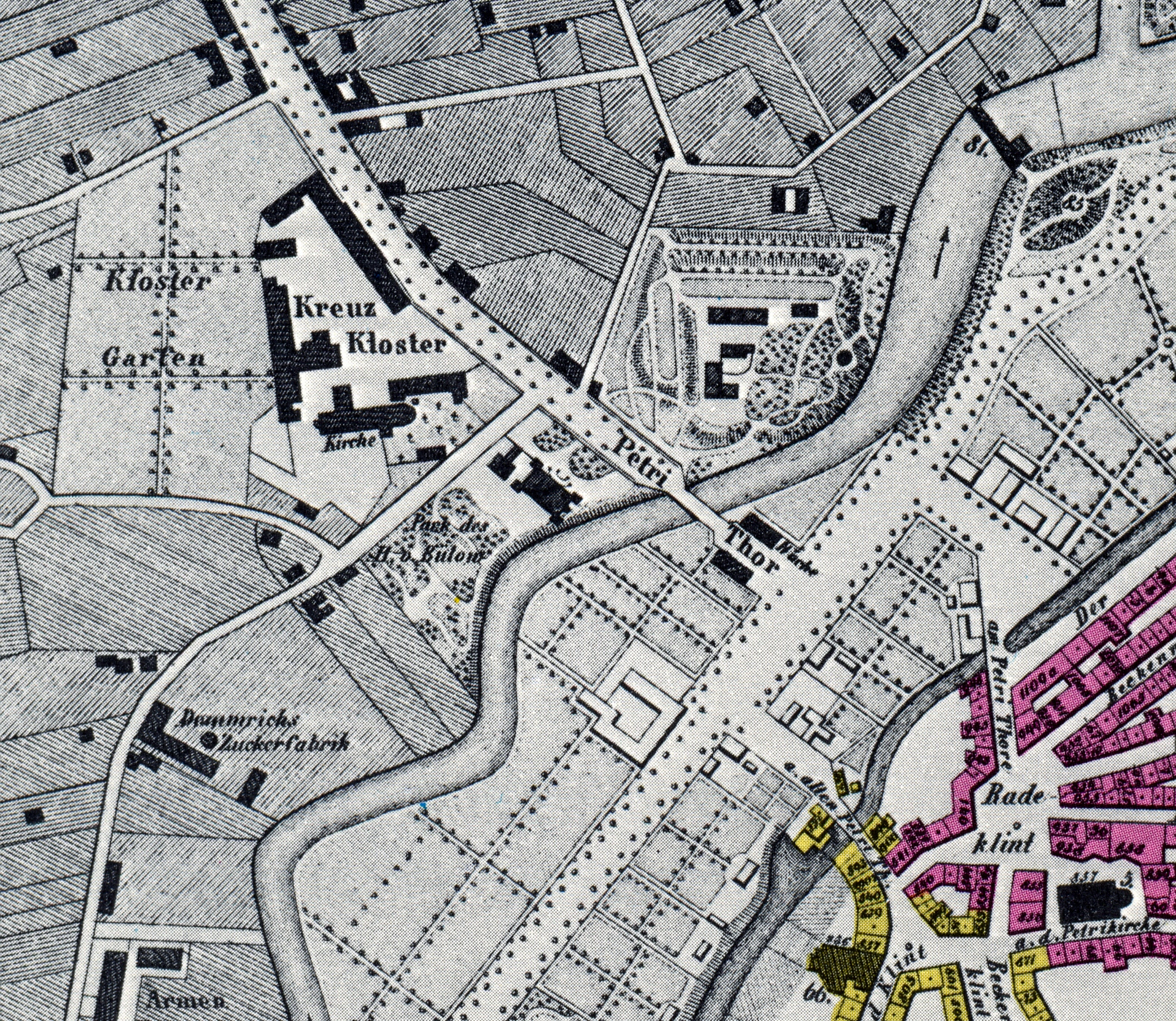
Ausschnitt aus Wehrts 1844 erschienenem Plan von Braunschweig und seiner nächsten Umgebung. Zu sehen der nordöstliche Teil des Okerumflutgrabens (Zentrum). Stadtauswärts an der Straße Petri Thor unmittelbar links davon die Villa von Bülow und das Kreuzkloster. Rechts unten in der Ecke der Radeklint mit Südklint, Bäckerklint und Petri-Kirche.

Die Druckerei August Wehrt, auch A. Wehrt oder Aug. Wehrt, wurde 1826 von August Wehrt in Braunschweig gegründet und bestand dort bis 1968. In ihr sowie im dazugehörigen Verlag wurden Landkarten, Bilder aktueller Ereignisse und Illustrationen für Bücher erstellt. Ab 1843 erschienen die illustrierte Zeitschrift Gallerie des Schönen und Nützlichen, zwischen 1890 und 1910 auch Ansichtskarten in verschiedenen Drucktechniken.

## Geschichte

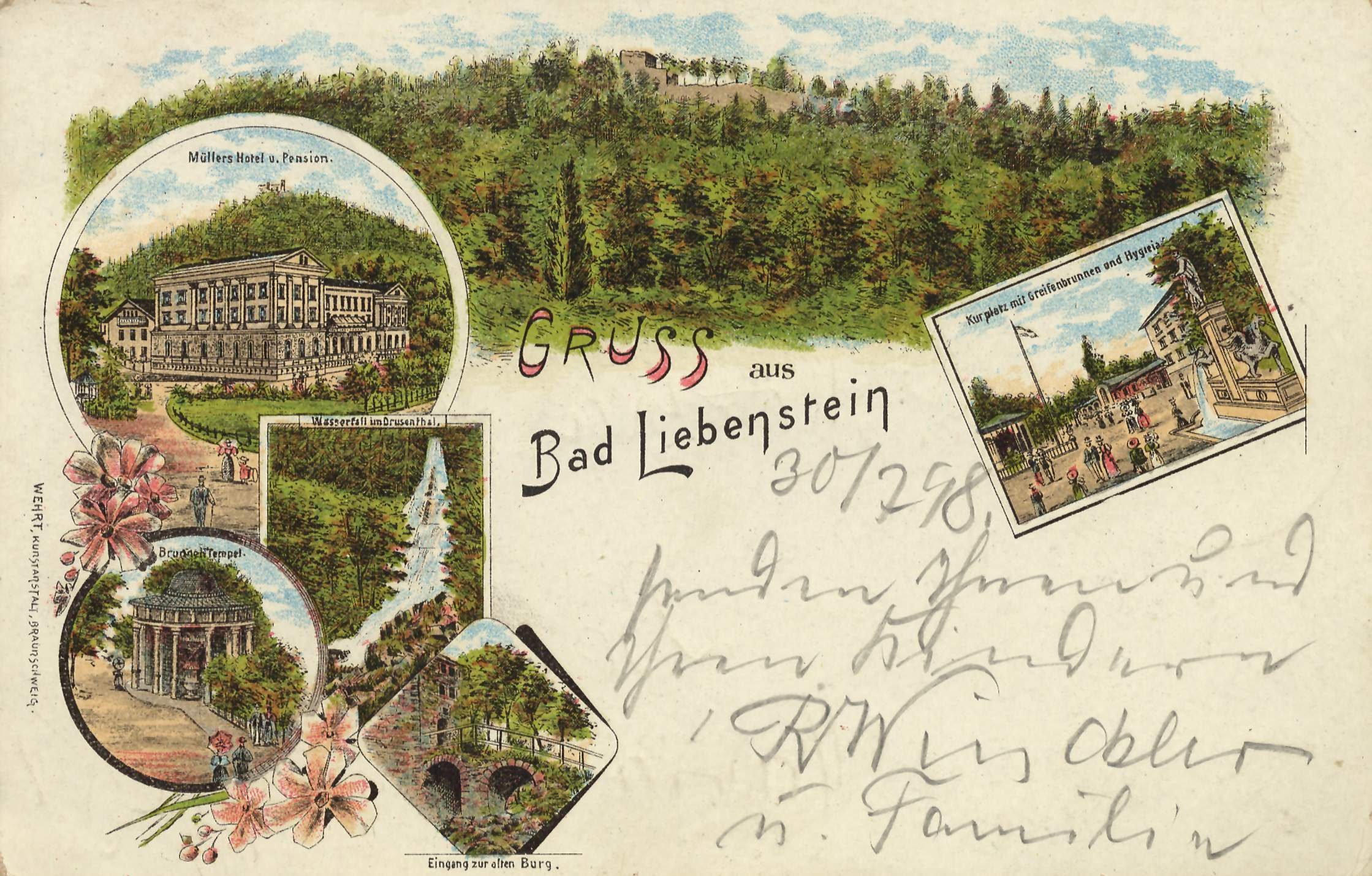
Mehrbild-Lithografie „Gruss aus Bad Liebenstein“

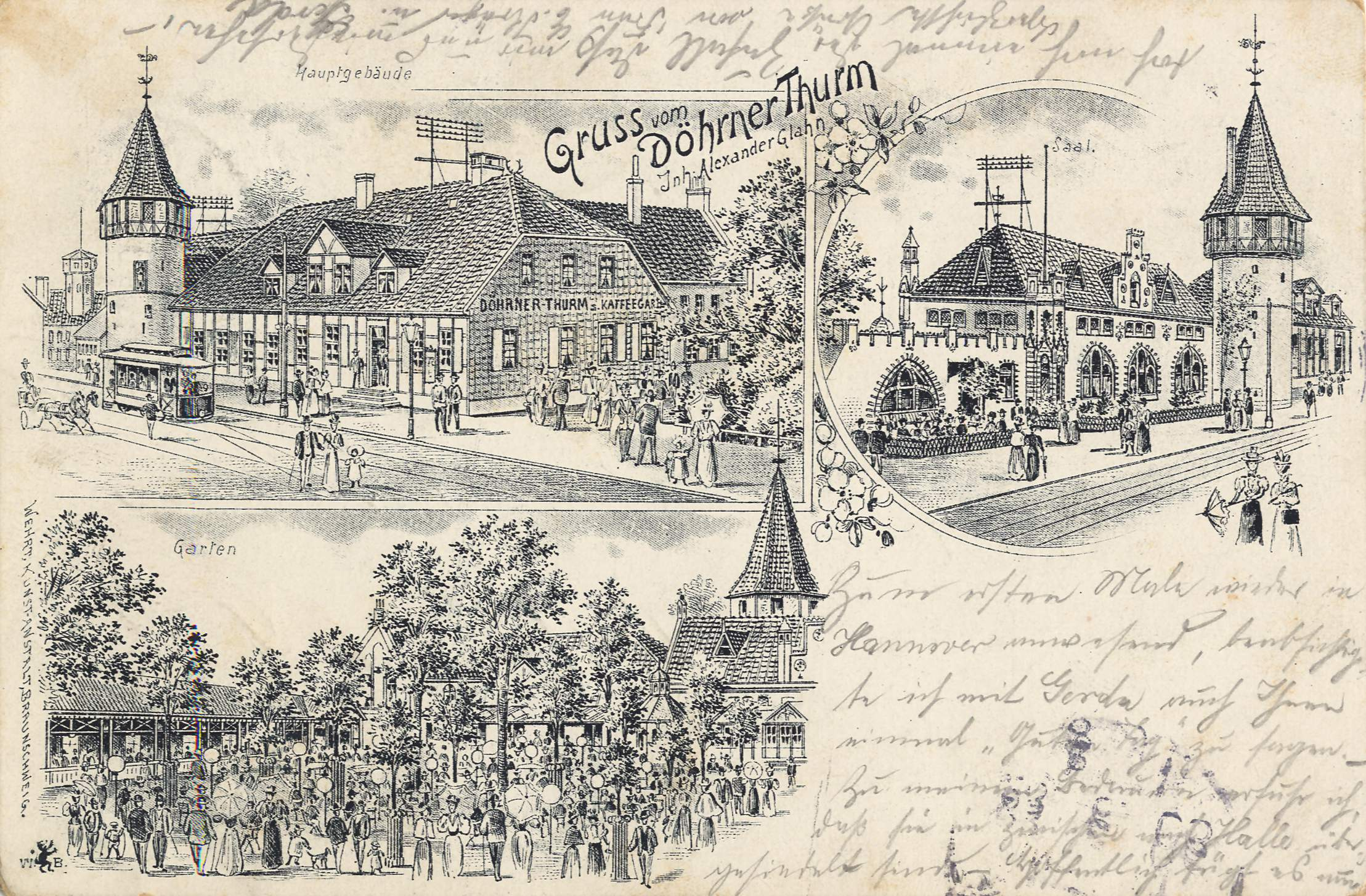
„Gruss vom Döhrner Thurm“.

Die Firma wurde 1826 von August Wehrt als „Kunstdruck“-Anstalt gegründet. Kupferstiche des Unternehmens aus dem zweiten Viertel des 19. Jahrhunderts finden sich heute in bedeutenden Sammlungen und Archiven. Ab 1890 produzierte der Verlag Ansichtskarten, häufig als lithografierte Karten mit dem Zudruck „Gruss aus ...“. Teilweise ist auf diesen Postkarten auch das Markenzeichen der Firma zu finden, ein stehender, nach links blickender Braunschweiger Löwe zwischen den Buchstaben „W“ und „B“.